# Jiří Valík
Jiří Valík (* 26. Juli 1966 in Zábřeh, Tschechoslowakei) ist ein ehemaliger tschechischer Leichtathlet, der sich auf den Sprint sprint spezialisiert hat und bis 1992 für die Tschechoslowakei an den Start ging.

## Sportliche Laufbahn
Erste Erfahrungen bei internationalen Meisterschaften sammelte Jiří Valík vermutlich im Jahr 1988, als er bei den Halleneuropameisterschaften in Budapest mit 6,78 s und 21,61 s jeweils in der ersten Runde über 60 und 200 Meter ausschied. 1990 gewann er bei den Halleneuropameisterschaften in Glasgow in 6,63 s die Bronzemedaille im 60-Meter-Lauf hinter dem Briten Linford Christie und Pierfrancesco Pavoni aus Italien und im Jahr darauf schied er bei den Hallenweltmeisterschaften in Sevilla mit 6,79 s und 22,41 s jeweils im Halbfinale über 60 und 200 Meter aus. Auch bei den Halleneuropameisterschaften 1992 in Genua schied er mit 6,75 s und 22,29 s jeweils im Semifinale aus. Im Jahr darauf startete er für Tschechien bei den Hallenweltmeisterschaften in Toronto und schied dort mit 6,74 s und 21,47 s jeweils im Vorlauf aus. Im August schied er bei den Freiluft-Weltmeisterschaften in Stuttgart mit 10,53 s im Viertelfinale im 100-Meter-Lauf aus und kam über 200 Meter mit 21,20 s nicht über die erste Runde hinaus.
In den Jahren 1987 bis 1992 wurde Valík tschechoslowakischer Meister im 100-Meter-Lauf sowie 1988 und 1989 sowie 1991 und 1992 über 200 Meter. In der Halle wurde er 1988 und von 1990 bis 1992 Hallenmeister über 60 Meter sowie 1989 und 1992 auch über 200 Meter. Für Tschechien siegte er von 1993 bis 1995 über 100 und 200 Meter. Zudem wurde er 1993 und 1994 Hallenmeister über 60 Meter und 1993 auch über 200 Meter.

## Persönliche Bestzeiten
- 100 Meter: 10,27 s (+0,3 m/s), 4. Juli 1992 in Nitra
  - 50 Meter (Halle): 5,73 s, 10. Februar 1990 in Prag (tschechischer Rekord)
  - 60 Meter (Halle): 6,63 s, 3. März 1990 in Glasgow
- 200 Meter: 20,81 s (+0,4 m/s), 9. August 1987 in Drama
  - 200 Meter (Halle): 21,18 s, 29. Februar 1992 in Genua